# 대한펜싱협회
대한펜싱협회는 펜싱 경기의 진흥과 보급을 통해 국민체력향상 및 국위선양 도모하기 위하여 1999년 4월 28일 설립된 대한민국 문화체육관광부 소관의 사단법인이다. 사무실은 서울특별시 송파구 오륜동 88-2 올림픽공원내 펜싱경기장에 있다.

## 주요 사업
- 펜싱경기대회 개최 및 주관
- 펜싱선수 양성과 펜싱 보급